# The Outfit (2022)
The Outfit is een Amerikaanse misdaadfilm uit 2022, geregisseerd door Graham Moore in zijn regiedebuut naar een scenario van Moore en Johnathan McClain.

## Verhaal
Leonard, een kleermaker in de beroemde wijk Savile Row in Londen, moet zijn land verlaten na een persoonlijke tragedie. Daarna ging hij naar Chicago, waar hij manager werd van een kleine kostuumwinkel in een achterstandswijk. Helaas kunnen in deze stad alleen Outfit-gangsters zich de mooie en dure kleding veroorloven die hij ontwerpt.

## Rolverdeling
| Acteur              | Personage         |
| ------------------- | ----------------- |
| Mark Rylance        | Leonard Burling   |
| Zoey Deutch         | Mable Shaun       |
| Dylan O'Brien       | Richie Boyle      |
| Johnny Flynn        | Francis           |
| Simon Russell Beale | Roy Boyle         |
| Nikki Amuka-Bird    | Violet LaFontaine |
| Alan Mehdizadeh     | Monk              |

## Productie
In januari 2021 werd aangekondigd dat Graham Moore zijn regiedebuut zou maken op de film van een scenario dat hij samen met Johnathan McClain schreef, met FilmNation Entertainment ingesteld om de film te produceren. In februari 2021 kocht Focus Features de rechten om de film te distribueren, samen met Mark Rylance, Zoey Deutch, Dylan O'Brien en Johnny Flynn als de sterren.
De opnames begonnen op 5 maart 2021 in Londen, Engeland, met cameraman Dick Pope. De opnames werden afgerond begin april 2021. Tijdens de postproductie werd de montage voltooid door William Goldenberg en werd de filmmuziek gecomponeerd door Alexandre Desplat.

## Release
De film ging in première op 14 februari 2022 op het 72e Internationaal filmfestival van Berlijn. De film werd op 18 maart 2022 in de Verenigde Staten uitgebracht door Focus Features.

## Ontvangst
De film ontving over het algemeen gunstige recensies van critici. Op Rotten Tomatoes heeft The Outfit een waarde van 89% en een gemiddelde score van 7,70/10, gebaseerd op 111 recensies. Op Metacritic heeft de film een gemiddelde score van 69/100, gebaseerd op 34 recensies.